# Granblue Fantasy The Animation
Granblue Fantasy The Animation (japonsky グランブルーファンタジー ジ・アニメーション, Guranburú fantadží dži animéšon) je anime seriál, vytvořený podle videoherní série Granblue Fantasy. První řada seriálu, produkovaná studiem A-1 Pictures, byla premiérově vysílána od 2. dubna do 25. června 2017. Na druhé řadě seriálu pracovalo studio MAPPA a byla premiérově vysílána od 4. října do 27. prosince 2019.

## Postavy
- Gran (japonsky グラン, Guran)

Dabing: Júki Ono
- Lyria (japonsky ルリア, Ruria)

Dabing: Nao Tójama
- Vyrn (japonsky ビィ, Bī)

Dabing: Rie Kugimija
- Katalina Alize (japonsky カタリナ・アリゼ, Katarina Arize)

Dabing: Mijuki Sawaširo
- Rackam (japonsky ラカム, Rakamu)

Dabing: Hiroaki Hirata
- Io Euclase (japonsky イオ・ユークレース, Io Júkurésu)

Dabing: Jukari Tamura
- Rosetta (japonsky ロゼッタ, Rozetta)

Dabing: Rie Tanaka
- Sierokarte (japonsky シェロカルテ, Šerokarute)

Dabing: Emiri Kató
- Kuro kiši (japonsky 黒騎士) (temný rytíř)

Dabing: Romi Park
- Drang (japonsky ドランク, Doranku)

Dabing: Tomokazu Sugita
- Sturm (japonsky スツルム, Sucurumu)

Dabing: Kanae Itó
- Eugen (japonsky オイゲン, Oigen)

Dabing: Kazuhiro Jamadži (1. řada), Keidži Fudžiwara (2. řada)
- Cagliostro (japonsky カリオストロ, Kariosutoro)

Dabing: Sakura Tange
- Pommern (japonsky ポンメルン, Ponmerun)

Dabing: Wataru Jokodžima
- Ferry (japonsky フェリ, Feri)

Dabing: Madoka Jonezawa

## Produkce a vydání
V září 2015 bylo oznámeno, že se videoherní série dočká adaptace ve formě anime seriálu. Produkovalo jej animační studio A-1 Pictures. Na režisérské křeslo usedl Júki Itó a o design postav se postaral Tošifumi Akai. Hudbu složili Nobuo Uemacu, Cutomu Narita a Jasunori Nišiki. Kapela Bump of Chicken složila úvodní znělku seriálu, která nese název „GO“. Závěrečnou znělkou se stala „Sora no parade“ (japonsky ソラのパレード) od Haruhi. Seriál měl mít původně premiéru v lednu 2017, ta však byla z neznámých důvodu přesunuta na 2. duben 2017. Dne 21. ledna 2017 měl premiéru televizní speciál, zahrnující prvotní dvě epizody seriálu. Odvysílala jej televizní stanice Tokyo MX. Tokyo MX a jiné televizní stanice vysílaly 12 dílů první řady mezi 2. dubnem a 18. červnem 2017. Extra epizoda měla premiéru 25. června 2017 na Tokyo MX. Druhá extra epizoda byla vydána 25. října 2017 společně se sedmým svazkem Blu-ray a DVD disků. Aniplex of America licencovalo seriál v Severní Americe a MVM Films ve Spojeném království.
Druhá řada anime seriálu byla premiérově vysílána mezi 4. říjnem a 27. prosincem 2019 stanicí Tokyo MX a dalšími. Na její výrobě se podílelo studio MAPPA, jiné než na předchozí. Režíroval ji Jui Umemoto. Novým designérem postav se stal Fumihide Sai a Kijoko Jošimura se stal novým scenáristou. Cutomu Narita a Jasunori Nišiki se navrátili na pozice skladatelů hudby. Členové hlavního obsazení se také navrátili do svých rolí. Úvodní znělku seriálu „Stay With Me“ nazpívala kapela Seven Billion Dots a závěrečné znělky „Ao“ (japonsky 蒼) se zhostila adieu. Druhá řada je tvořena 14 díly, přičemž dva z nich jsou díly speciálními. První extra epizoda měla premiéru 27. března 2020 na stanici Tokyo MX; její druhá část byla odvysílána 26. srpna 2020.

## Seznam dílů

### První řada (2017)
| Č. v seriálu | Č. v řadě | Původní název                             | Scénář                     | Premiéra v Japonsku |
| ------------ | --------- | ----------------------------------------- | -------------------------- | ------------------- |
| 1            | 1         | Aoi no šódžo 蒼の少女                     | Nao Takizawa               | 2. ledna 2017       |
| 2            | 2         | Tabidači 旅立ち                           | Kjóhei Terashima           | 9. dubna 2017       |
| 3            | 3         | Kaze no deai 風の出会い                   | Nao Takizawa               | 16. dubna 2017      |
| 4            | 4         | Sóda-ši no kecui 操舵士の決意             | Nao Takizawa               | 23. dubna 2017      |
| 5            | 5         | Kessen, araši no šugošin 決戦、嵐の守護神 | Nao Takizawa               | 30. dubna 2017      |
| 6            | 6         | Omoi wa kageró no gotoku 想いは陽炎の如く | Čiaki Nagai                | 7. května 2017      |
| 7            | 7         | Tecu no kjodžin 鉄の巨人                  | Čiaki Nagai a Nao Takizawa | 14. května 2017     |
| 8            | 8         | Futari no kjori ふたりの距離              | Kjóhei Terashima           | 21. května 2017     |
| 9            | 9         | Undžó no suihei sen 雲上の水平線          | Nao Takizawa               | 28. května 2017     |
| 10           | 10        | Kairi 解離                                | Nao Takizawa               | 4. června 2017      |
| 11           | 11        | Ruria no omoi ルリアの想い                | Čiaki Nagai                | 11. června 2017     |
| 12           | 12        | Taikai no kessen 大海の決戦               | Nao Takizawa               | 18. června 2017     |

### Druhá řada (2019)
| Č. v seriálu | Č. v řadě | Původní název                          | Režie                                      | Scénář          | Premiéra v Japonsku |
| ------------ | --------- | -------------------------------------- | ------------------------------------------ | --------------- | ------------------- |
| 13           | 1         | Kikúši no sora 騎空士の空              | —                                          | Kijoko Jošimura | 4. října 2019       |
| 15           | 2         | Džósai toši Arubion 城砦都市アルビオン | Juki Nišihata                              | Kijoko Jošimura | 11. října 2019      |
| 15           | 3         | Icuwari no džiju 偽りの自由            | Takaši Kobajaši                            | Kazuhiko Inukai | 18. října 2019      |
| 16           | 4         | Todokanu omoi 届かぬ想い               | Terujuki Ómine                             | Ajumu Hisao     | 25. října 2019      |
| 17           | 5         | Katarina to Víra カタリナとヴィーラ    | Ajumu Ono                                  | Kosuke Iššoku   | 1. listopadu 2019   |
| 18           | 6         | Kiri ni cucuma reta-tó 霧に包まれた島  | Kim Sang Yeob, Min Sun Kim a Taiči Okamoto | Ajumu Hisao     | 15. listopadu 2019  |
| 19           | 7         | Fuši no hoši akira-džú 不死の星晶獣    | Jae Ik Park a Terujuki Ómine               | Kazuhiko Inukai | 22. listopadu 2019  |
| 20           | 8         | Kazoku no kioku 家族の記憶             | Juki Nišihata                              | Kijoko Jošimura | 29. listopadu 2019  |
| 21           | 9         | Jakusoku no mači 約束の街              | Jasunori Gotó                              | Ajumu Hisao     | 6. prosince 2019    |
| 22           | 10        | Miha tenu jume 見果てぬ夢              | Kunihiro Mori                              | Kazuhiko Inukai | 13. prosince 2019   |
| 23           | 11        | Seijaku 誓約                           | Hisatoši Šimizu a Jui Umemoto              | Kijoko Jošimura | 20. prosince 2019   |
| 24           | 12        | Dóhjó 道標                             | Nanako Šimazaki a Terujuki Ómine           | Kijoko Jošimura | 27. prosince 2019   |

### OVA
| Č. v seriálu | Původní název                       | Premiéra v Japonsku                    |
| ------------ | ----------------------------------- | -------------------------------------- |
| EX1          | Mó hitocu no sora もう一つの空      | 25. června 2017 (Tokyo MX)             |
| EX2          | Kaboča no rantan カボチャのランタン | 25. října 2017 (Blu-Ray/DVD)           |
| EX3          | Móhitocu no tabidži もう一つの旅路  | 27. března 2020 (Blu-Ray/DVD/Tokyo MX) |